# Anu Mänd
Anu Mänd (* 22. Februar 1968) ist eine estnische Historikerin.

## Leben
Anu Mänd studierte von 1986 bis 1992 Kunstgeschichte an der Universität Tartu. Von 1986 bis 1992 und 1995/96 studierte sie an der Central European University in Budapest, wo sie einen Master erhielt. Von 1996 bis 2000 forschte sie hier für ihre Promotion bei Gerhard Jaritz, die sie summa cum laude abschloss. Ihre Forschung konzentriert sich auf das Mittelalter, vor allem auf das Leben und Feier und Rituale in der mittelalterlichen Stadt.
Von 1992 bis 1995 arbeitete sie in der Universitätsbibliothek Tartu. Seit 2003 ist sie Senior Researcher am Institut für Geschichte der Universität Tartu.
2010 erhielt sie den Villem Raam-Preis.

## Werke
- Liturgical Vessels in Medieval Livonia. 1996 (Magisterarbeit)
- The Urban Festival in Late Medieval Livonia: Norm, Practice, Perception. 2000 (Dissertation)
- Kaarma kirik. Koos Kersti Markuse ja Tiina-Mall Kreemiga. Tallinn: Muinsuskaitseamet 2003.
- Pidustused keskaegse Liivimaa linnades 1350–1550. Tallinn: Eesti Keele Sihtasutus 2004
- Kümme keskaegset tallinlast. Koos Tiina Kala ja Juhan Kreemiga. Tallinn: Varrak 2006
- Kirikute hõbevara: altaririistad keskaegsel Liivimaal. Tallinn: Muinsuskaitseame 2008
- Bernt Notke: uuenduste ja traditsioonide vahel: [näitus Niguliste Muuseumis 12.06.2009–25.04.2010: kataloog] = Between innovation and tradition. Tallinn: Eesti Kunstimuuseum 2010
- Tallinna Suurgild ja gildimaja. Üks autoritest. Tallinn: Eesti Ajaloomuuseum 2011
- (Hrsg.) mit Uwe Albrecht: Art, Cult and Patronage: Die Visuelle Kultur im Ostseeraum zur Zeit Bernt Notkes. Ludwig, Kiel 2013, ISBN 978-3-86935-184-1.